# True Blue (album de Madonna)
Pour les articles homonymes, voir True Blue.
Albums de Madonna
Like a Virgin
(1984) Who's That Girl
(1987)
Singles
1. Live to Tell
Sortie : 26 mars 1986
2. Papa Don't Preach
Sortie : 11 juin 1986
3. True Blue
Sortie : 29 septembre 1986
4. Open Your Heart
Sortie : 12 novembre 1986
5. La Isla Bonita
Sortie : 25 février 1987

True Blue est le troisième album studio de l'artiste américaine Madonna, sorti le 30 juin 1986 sous le label Sire Records. Madonna collabore avec Stephen Bray et Patrick Leonard pour l'album et coécrit toutes les chansons. L'album True Blue traite de sa vision de l'amour, du travail, des rêves aussi bien que des déceptions et est inspiré par son mari Sean Penn, à qui Madonna dédie cet album. Musicalement, les chansons prennent une tournure différente de ses expériences antérieures, incorporant de la musique classique afin d'engager un public plus âgé, assez sceptique sur sa musique, tout en mélangeant une instrumentation de guitares acoustiques, de batteries, de synthétiseurs et d'instruments cubains. L'album contient des chansons d'amour, de liberté et dans le cas de Papa Don't Preach, des problèmes sociaux comme la grossesse à l'adolescence.
True Blue reçoit généralement de bonnes critiques par la presse. Celle-ci complimente l'album, le qualifiant de grande œuvre dance-pop et le décrit comme un archétype des albums pop de la fin des années 1980 et du début des 1990. Elle loue aussi le fait que la voix de Madonna sonne plus puissante que ses efforts précédents, tout en saluant la compétence de Madonna comme chanteuse, auteur et artiste. Commercialement, True Blue devient un succès international, atteignant le sommet des classements de 28 pays, une réussite sans précédent à l'époque. Il devient aussi l'album ayant eu le plus de ventes en 1986. Les ventes mondiales se situent entre 24 et 25 millions d'exemplaires, dont 7 aux États-Unis, ce qui lui vaut la certification 7x disque de platine par la Recording Industry Association of America (RIAA). À ce jour, il s'agit de l'album studio le plus vendu de l'artiste. Cinq singles sortent avec l'album : Live to Tell, Papa Don't Preach, Open Your Heart, qui sont numéro un du Billboard Hot 100, True Blue et La Isla Bonita, qui atteignent le top 5.
Avec les singles et les clips vidéos les accompagnant, Madonna commence à changer son image de boy-toy par un aspect plus sophistiqué et mature. Pour Papa Don't Preach, plusieurs associations sociales condamnent Madonna pour encourager les adolescentes à tomber enceinte tandis que d'autres la complimentent pour sa position apparemment pro-vie. Open Your Heart doit faire face aux critiques de son clip vidéo et de son portrait d'un mineur voulant entrer dans un club de strip-tease. Lors du Confessions Tour en 2006, la prestation scénique de Live to Tell, qui montre Madonna chanter en étant accrochée à une croix et portant une couronne d'épines, génère le tumulte des médias et des groupes religieux la considérant comme blasphématoire. True Blue est crédité comme l'album qui a fait de Madonna une superstar. Il place Madonna parmi les artistes des années 1980 les plus importants.

## Écriture et développement
Le 6 mars 1986 au Kensington Roof Gardens à Londres, durant une conférence de presse pour Shanghai Surprise, Madonna confirme qu'elle est en train de travailler sur un nouvel album nommé Live to Tell qui est changé plus tard en True Blue. Elle collabore encore avec Stephen Bray qui a déjà travaillé sur son album précédent Like a Virgin, et commence à travailler avec Patrick Leonard pour la première fois. Madonna écrit ou coécrit toutes les chansons de l'album, bien que la participation aux écritures de Papa Don't Preach et Open Your Heart soit limitée à quelques ajouts de paroles. Elle est aussi créditée pour coproduire chaque piste. L'album est enregistré début 1986, durant la première année du mariage de Madonna avec l'acteur américain Sean Penn. Elle lui dédicace l'album en disant : « C'est dédicacé à mon mari, le gars le plus cool de l'univers, ». Avec cet album, Madonna essaie de charmer un public plus âgé qui était précédemment sceptique sur sa musique par l'expérimentation de son image, adoptant un look plus traditionnel et incorporant de la musique classique dans les chansons.
« C'est mon ultime déclaration sur ce que c'est que d'être au milieu de cette chose qu'est la presse avec tout le monde dans mon dos, mon monde sur le point de s'effondrer. Chaque fois que je me sens comme ça - et cela m'arrive parfois - je me dis : « Attends une minute, je suis supposée avoir de bons moments ici, alors où est la fête ? » Cela n'a pas à être de cette façon. Je peux encore profiter de la vie ».
« J'ai l'habitude de rêver que nous grandissons tous dans le même quartier et qu'il (Jimmy Dean) part et devient une grande star ».
Considéré comme l'album de Madonna le plus abouti, True Blue traite le point de vue de Madonna sur l'amour, le travail, les rêves et les déceptions. Selon elle, True Blue prend le titre d'une expression favorite de Sean Penn et de sa vision très pure de l'amour. L'album est un hommage direct pour lui et est inspirée par sa « Valentine éhontée » selon Penn. La plupart des chansons de l'album reflète cette idée. Chacune des chansons de True Blue est développée séparément. La première piste, Papa Don't Preach, est composée par Brian Elliott, qui la décrit comme « une chanson d'amour, peut-être encadrée différemment ». La chanson est fondée sur des potins de jeunes filles qu'il a entendu en dehors de son studio, celui-ci à une grande vitrine qui fait miroir et les jeunes filles de North Hollywood High School s'y arrêtent régulièrement pour se recoiffer et discuter. Open Your Heart est la première piste ajoutée sur l'album, début 1986, et est finalement l'une des dernières à sortir en single ; ce titre était à la base destiné à Cyndi Lauper. La troisième chanson, White Heat, est dédiée à l'acteur James Cagney et nommée d'après le film éponyme de 1949 (titre français L'enfer est à lui). Deux citations de la bande sonore originale sont incluses dans la chanson,. La quatrième piste, Live to Tell, est écrite par Patrick Leonard pour la bande sonore du film Fire with Fire, mais la compagnie Paramount Pictures la refuse plus tard, Leonard montre la chanson à Madonna. Elle décide de l'utiliser pour Comme un chien enragé, le nouveau film de son mari à l'époque, l'acteur Sean Penn. Madonna réalise une démo et, quand le directeur du film, James Foley, l'entend, il demande à Leonard d'écrire la partition pour le film, comme suggéré par Madonna.
True Blue est le premier album où Madonna inclut des thèmes espagnols aussi évidents dans La Isla Bonita. La chanson est d'abord écrite pour l'album Bad de Michael Jackson mais celui-ci la rejette. Tout en travaillant avec Leonard sur l'album, Madonna l'accepte à la place de Jackson et réécrit les paroles. Madonna décrit la chanson comme son hommage envers « la beauté et le mystère du peuple d'Amérique Latine ». Initialement destinée à être le premier single, Love Makes the World Go Round clôt l'album et est la première chanson interprétée lors du Live Aid un an plutôt en juillet 1985. La chanson rappelle la musique antiguerre des années 1960.

## Couverture de l'album
La couverture de l'album, réalisée par le photographe Herb Ritts, est l'une des photos de Madonna les plus reconnaissables. Elle montre une image de Madonna au-dessus du cou. Les couleurs principales sont le gris, le blanc et des nuances de bleu pour renforcer le titre de l'album. Madonna prend une pose élégante tout en ayant un maquillage pâle et les lèvres rouges, le cou incliné vers l'arrière dans l'apparence d'un cygne. Jeri Heiden, qui travaille à Warner Bros., doit éditer des photos compatibles avec la couverture. Elle doit travailler avec soixante photos en format 35 mm. Heiden commande entre trente à quarante photos du studio de Ritt et commence à trier. Elle choisit plusieurs photos pour la couverture de l'album et certaines deviennent plus tard les pochettes des singles Papa Don't Preach, True Blue et Open Your Heart. La dernière photo a été choisie par Madonna, Heiden et Jeff Ayeroff, le directeur de Warner Bros.. Après que la dernière photo a été choisie, Heiden commande deux versions pour la pochette. La première est prise en noir et blanc et Heiden cherche plusieurs éléments sur la photo qui la rendrait compatible avec le titre de l'album, puis en vient à choisir une image au ton bleu qui est celle actuellement connue. Les couvertures du CD et du LP sont des images coupées d'une grande photo incluant le torse et plus de ce qui est vu sur les couvertures des éditions, et inclut aussi un poster dépliant dans les pressions initiales du LP. Aux États-Unis et au Canada, l'album ne présente aucun logo, mais en Europe, il est vendu avec le nom de Madonna et celui de l'album. Heiden explique dans une interview avec le magazine Aperture qu'ils avaient trouvé cela « cool » d'utiliser un emballage sur les pochettes américaines de telle sorte qu'en achetant le disque on ne puisse voir que la photo de Madonna. Pour l'Europe, Warner a pensé qu'il était nécessaire de poser le nom sur la couverture, car la popularité de Madonna n'est pas immense. La pochette noire et le livret indiquent les titres des chansons écrites par la propre main de Heiden. À propos de l'image des cassettes et des vinyles, Heiden dit : « Je pense que l'image est plus intéressante lorsqu'elle est coupée dans un carré—et à cette époque nous avons toujours commencé par la configuration de la pochette. Dans la photo verticale, vous voyez sa veste et le mur, et cela devient plus typique, éditorial, terrestre ».
Selon Lucy O'Brien, auteur de Madonna: Like an Icon, la pochette de l'album est comparable au concept du pop art par Andy Warhol. Elle pense que l'image est un mélande d'innocence, d'idéalisme, tout en incorporant le technicolor des années 1950, caractéristique des gravures imprimées de Warhol répandues dans les années 1960. Jeri Heiden, le créateur de la couverture de l'album, commente : « Elle était déjà consciente de la valeur de son image et contrôlait la situation. Après avoir pris la photo, elle apparaît comme si elle flottait — ses vêtements ne sont pas visibles. Elle prend l'apparence d'une statue de marbre, comme une déesse ». O'Brien trouve que la couverture annonce l'arrivée d'une nouvelle Madonna, tout en s'appuyant sur l'attrait durable de l'icône celluloïde Marilyn Monroe. « Avec cette photo, Madonna explicite la connexion entre elle et Andy Warhol, le lien vif entre le pop art et le commerce. La fin des années 1980 marque la nouvelle ère de l'artiste pop comme une marque de fabrique, et Madonna devient la première à exploiter cela ». Erica Wexler de Spin décrit Madonna comme « un cobra qui se chauffe au soleil, Madonna sur la couverture de son nouvel album son profil lascivement ». L'auteur J. Randy Taraborrelli écrit dans son livre Madonna: An Intimate Biography que la couverture de l'album indique que True Blue est un véhicule de la croissance de Madonna. Il trouve que la pâleur de la photographie de sa tête relevé vers l'arrière avec les yeux fermés est discrète, et spécialement lorsque l'on compare avec les poses sexy qui lui étaient associées dans le passé. La pochette intérieure de l'album ne présente aucune photo mais montre les crédits et les paroles des chansons. Cela est dû au fait que Madonna veut être appréciée à travers son œuvre dans True Blue et non son image.

## Structure musicale et paroles

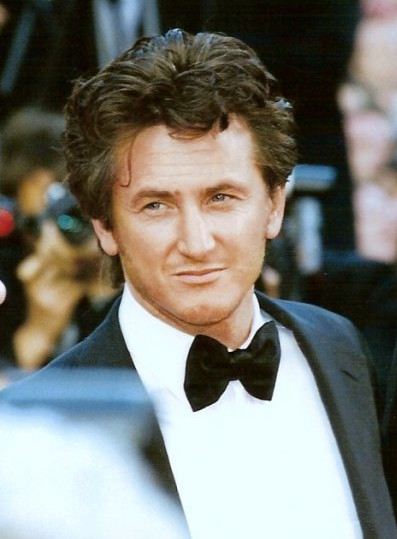
L'album est inspiré par et dédié à Sean Penn.

Musicalement, True Blue prend une tournure différente pour Madonna. Ses chansons précédentes la faisaient chanter dans un registre aigu. Avec cet album, Madonna l'atténue pour avoir une voix encore plus "Bubblegum pop". Les chansons de l'album le reflètent et de nombreux instruments sont utilisés pour faire ressortir les différentes ambiances et insister sur les paroles. Papa Don't Preach présente des guitares acoustiques, électriques et rythmiques, des claviers et des arrangements de cordes. La chanson échantillonne la sonate Appassionata de Beethoven. Une structure de percussions continue est utilisée dans Open Your Heart. White Heat reprend des citations du film par des dialogues et des coups de feu. C'est une chanson dance entraînante avec un synthétiseur basse et une voix doublée soutenue par des voix masculines dans le refrain. Sur des ballades comme Live to Tell, il y a une instrumentation de fond de claviers, synthétiseurs, guitare funk et un mélange de batterie réel et synthétisée. Where's the Party est une piste dance standard de Madonna avec des arrangements de grosse caisse, synthétiseur, des cliquetis et une approche remixée de l'ensemble de la composition. La chanson True Blue présente une instrumentation de guitare rythmique, synthétiseur, claviers et de batteries pour la ligne basse, avec un playback qui emploie une progression d'accords fréquemment utilisée dans le genre doo-wop. Une batterie cubaine et une guitare sèche, des maracas et des harmonicas sont utilisés dans La Isla Bonita. Jimmy Jimmy a une influence pop des années 1960 et les paroles sont un hommage à la star Jimmy Dean.
Lyricalement, True Blue reflète les idées de Madonna sur l'amour. Where's the Party raconte l'histoire d'une travailleuse amusant sa journée sur la piste de danse après le travail. Jimmy Jimmy parle sur l'admiration de Madonna pour le mauvais garçon du quartier. D'autres chansons comme La Isla Bonita et Love Makes the World Go Round traitent de l'évasion d'une vie banale avec des propos sur l'antiguerre et l'antipauvreté et utilisent des batteries latines ainsi que des rythmes influencés de la samba. Les paroles de White Heat sont fermes et Madonna inclut la célèbre réplique de Clint Eastwood : « Make my day ». Papa Don't Preach parle d'une jeune fille qui avoue à son père qu'elle est enceinte, mais qu'elle tient à garder son enfant. Live to Tell fait le portrait de la déception et de la méfiance. La chanson est aussi fondée sur les cicatrices de l'enfance et a un ton extrêmement émotionnel, parvenant à un sens divin. La piste titre parle d'une romance et est inspirée des groupes de filles des années 1950. Les paroles de True Blue sont construites selon une forme couplet-refrain, avec pour thème les sentiments de Madonna envers Sean Penn ; allant même jusqu'à utiliser le mot archaïque « dear » dans la ligne « Just think back and remember, dear ». Madonna exprime son désir sexuel dans les paroles d'Open Your Heart et décrit la beauté du paradis latino dans La Isla Bonita.

## Accueil

### Critiques de la presse
True Blue reçoit généralement de bonnes critiques de la presse. Les critiques musicaux louent le fait que la voix de Madonna soit plus forte par rapport à ses efforts précédents. Jon Pareles, dans une critique pour The New York Times, dit que True Blue reprend les thème de la fidélité dans ses chansons et complimentent son addition d'une nuance de fabulation au monde réel, lui faisant atteindre les « bords de la permission ». Stephen Holden dans une autre critique, complimente l'album et dit que « Madonna va lourd sur le cœur sur ce record ». Dans une critique de Rolling Stone, Davitt Sigerson remarque que « Madonna chante mieux que jamais ». Les chansons de l'album sont « entraînantes », mais Sigerson parle aussi du manque de chansons exceptionnelles. Il dit en définitive que True Blue est un « solide, sérieux, aimable nouvel album » qui « reste fidèle dans son passé tout en s'élevant par-dessus sans vergogne ». Stephen Thomas Erlewine, dans une critique pour AllMusic, nomme l'album comme l'enregistrement qui a fait de Madonna une superstar. Il a aussi dit qu'il s'agissait « d'un des plus grands albums dance-pop, une œuvre qui démontre les vraies compétences de Madonna comme auteur-compositrice, productrice, provocatrice, et artiste à travers sa grande portée, accomplissement, et un sens pur d'amusement ». Il explique que « ce qui est brillant dans True Blue, c'est ce que Madonna y fait. Elle utilise la musique pour appâter un public avec des coups de maîtres comme Papa Don't Preach où elle déclare qu'elle garde un enfant. C'est facile de parler de l'anti-avortement en tant que femme mais difficile de transcender son statut de diva dance-pop en rappelant consciemment les groupes de pop (True Blue, Jimmy Jimmy) pour capturer les critiques, tout en s'enfonçant dans les grooves dance (Open Your Heart, Where's the Party), les rythmes latinos (La Isla Bonita), et la paix dans le monde (Love Makes the World Go Round), et délivre des ballades formidables qui réécrivent les règles du genre adult contemporain (Live to Tell) ».
Sal Cinquemani de Slant Magazine qualifie l'album « d'archétype suprême de la fin des années 1980 et du début des 90 dans la musique pop. [...] Horodaté avec des claviers et des batteries synthées de l'époque eighties, True Blue, bien qu'encombré de tubes, est le plus démodé des albums de Madonna ». Beaucoup de chansons de l'album sont louées comme Live to Tell qui est saisissante et Papa Don't Preach avec de laquelle, selon lui, « Madonna fait la transition de la tarte pop à l'artiste complète, rejoignant le rang des icônes des années 1980 comme Michael Jackson et Prince ». Michael Paoletta de Billboard commente en 2001 que vingt ans après ses débuts, l'album est encore irrésistible. BBC, dans un article sur les hauts et les bas de la carrière de Madonna, dit que True Blue est l'album qui a cimenté la réputation de Madonna comme première « Lady de la pop ». Le journaliste écrit qu'il apprécie les chansons Papa Don't Preach et Live to Tell. Jim Farber, critique d'Entertainment Weekly, dit que « même si le troisième projet de Madonna trouve son ajout de sa palette avec de la pop espagnole (La Isla Bonita) et désordonne nos têtes avec sa chanson soi-disant anti-avortement (Papa Don't Preach). Aussi notable pour Live to Tell, sa meilleure ballade à ce jour ». Robert Christgau n'est pas impressionné par l'album et dit : « Dans un temps d'auto-déception collective, nous n'avons pas besoin d'un autre travail enneigé ». Robert Hilburn de Los Angeles Times remarque que « True Blue n'est pas une musique révolutionnaire, mais elle est imaginative, de la pop hautement énergisée qui reconnaît les limites et les plaisirs pour réussir le top 40 ». Erica Wexler de Spin commente que « True Blue est le rite de Madonna du passage entre l'adolescence pop et un monde d'adulte plus sévère. Avec toutes ses inventions et ses mélodies enchantées dont je ne peux me débarrasser dans ma tête, son mystique est encore expliqué par le jeune beefcake qui me parle, 'J'aime la pompe à fer de Madonna' ».

### Succès dans les hits-parades
Selon le Livre Guinness des records, True Blue est en tête des hits-parades dans 28 pays, un succès sans précédent à l'époque. Il s'agit de l'album le mieux vendu de l'année 1986, et en 1991, il s'est déjà vendu à plus de 17 millions d'exemplaires dans le monde. Il devient l'album studio de Madonna le plus vendu de toute sa carrière avec 20 millions d'exemplaires vendus,. Aux États-Unis, True Blue démarre à la 28e du Billboard 200 et atteint la première position dans la semaine du 16 août 1986, conservant cette place pendant six semaines et restant dans le classement pendant 82 semaines. L'album atteint un sommet à la 47e position du Billboard Top R&B/Hip-Hop Albums. Le 9 février 1995, l'album est certifié 7x disque de platine par la Recording Industry Association of America (RIAA) pour la vente de sept millions d'exemplaires. Cela fait de True Blue le troisième album le plus vendu derrière Like a Virgin (1984) et The Immaculate Collection (1990). Après la création de Nielsen SoundScan en 1991, l'album s'est vendu à 404 000 exemplaires supplémentaires.
Au Canada, l'album débute à la 73e place du classement RPM dans la semaine du 5 juillet 1986. Il monte rapidement et devient numéro un le 9 août 1986 conservant cette place pendant neuf semaines. L'album est présent dans le classement pendant 77 semaines. Le 11 juin 1986, il est certifié disque de diamant par la Canadian Recording Industry Association (CRIA) pour la vente d'un million de copies. Au Royaume-Uni, True Blue entre dans le UK Albums Chart à la première place, le premier artiste américain à le faire. Il demeure dans le classement pendant 85 semaines et devient le meilleur album vendu de l'année 1986. L'album est ensuite certifié 7x disque de platine par la British Phonographic Industry (BPI) le 1er mars 1992 pour la vente de 2 100 000 exemplaires. L'album s'est vendu en tout à 1 961 164 copies, faisant de lui le 66e album le plus vendu de l'histoire au Royaume-Uni.

## Singles

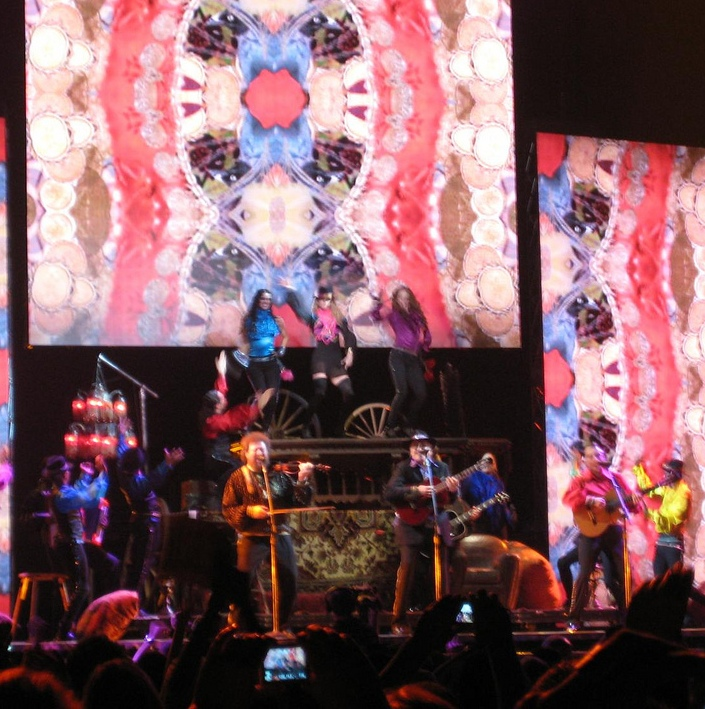
Madonna interprète La Isla Bonita avec le Kolpakov Trio en 2008 lors du Sticky & Sweet Tour.

Live to Tell est le premier single sorti pour l'album en mars 1986. La chanson est la seconde ballade pour Madonna après Crazy for You, et est utilisée pour le film Comme un chien enragé dans lequel joue son mari Sean Penn. Elle reçoit des critiques positives qui pour la plupart disent qu'il s'agit de « sa meilleure ballade à ce jour » aussi bien qu'une « terrible ballade qui réécrit les règles de l'adulte contemporain, ». Live to Tell devient le troisième numéro un de Madonna dans le Billboard Hot 100 et son second à être utilisée dans la bande originale d'un film après Crazy for You. Elle devient aussi un succès international en arrivant dans le top 10 du Canada, de la France, des Pays-Bas, du Royaume-Uni et de la Suisse.
Papa Don't Preach sort comme second single en juin 1986. Elle est appréciée critiquablement et la plupart déclarent que c'est « la chanson qui tourne toute seule » dans l'album, et aussi qu'« avec des chansons comme Papa Don't Preach, Madonna fait la transition entre la tarte pop et l'artiste complète, rejoignant le rang des icônes des années 1980 comme Michael Jackson et Prince ». La chanson devient le quatrième numéro un de Madonna aux États-Unis et est également à la même place au Canada, Irlande, Italie et Royaume-Uni.
True Blue sort comme troisième single de l'album en septembre 1986. C'est une chanson dance-pop inspirée des girl groups de Motown des années 1960. Les critiques reçoivent généralement la chanson comme une chansonnette, une piste amusante ayant des sentiments des années 1950, bien que certains critiques pensent qu'elle est « sans culot et neutre » comparée à d'autres chansons de l'album, et que True Blue est « une chanson qui est simplement attirante et n'a pas vraiment à être la chanson titre d'un album ». La chanson devient un autre top 10 de Madonna en atteignant la troisième place du Billboard Hot 100, et est numéro un en Irlande et au Royaume-Uni.
Open Your Heart est le quatrième single de l'album sorti en novembre 1986. La chanson est appréciée des critiques qui la compare à une douce chanson valentine post-Motown, « parfait » pour se pavaner sur la piste de danse. Elle devient le cinquième numéro un de Madonna dans le Billboard Hot 100. Mondialement, elle entre dans le top 10 de plusieurs pays européens incluant la Belgique, l'Irlande, l'Italie, les Pays-Bas et le Royaume-Uni.
La Isla Bonita sort comme cinquième et dernier single de l'album en février 1987. La chanson décrit Madonna comme une touriste qui prie « que les dernières journées, sont passées trop vite ». La première ligne fait référence à une île appelée San Pedro bien qu'elle ne soit pas clairement située par Madonna dans aucune interview. Elle reçoit une réponse positive des critiques, la qualifiant de plus grande, plus infuente et éternelle chanson de Madonna et aussi la meilleure de l'album,. La Isla Bonita est un tube international, numéro un en Allemagne, au Canada, en France et au Royaume-Uni, tandis qu'elle atteint la quatrième position dans le Billboard Hot 100.

## Promotion

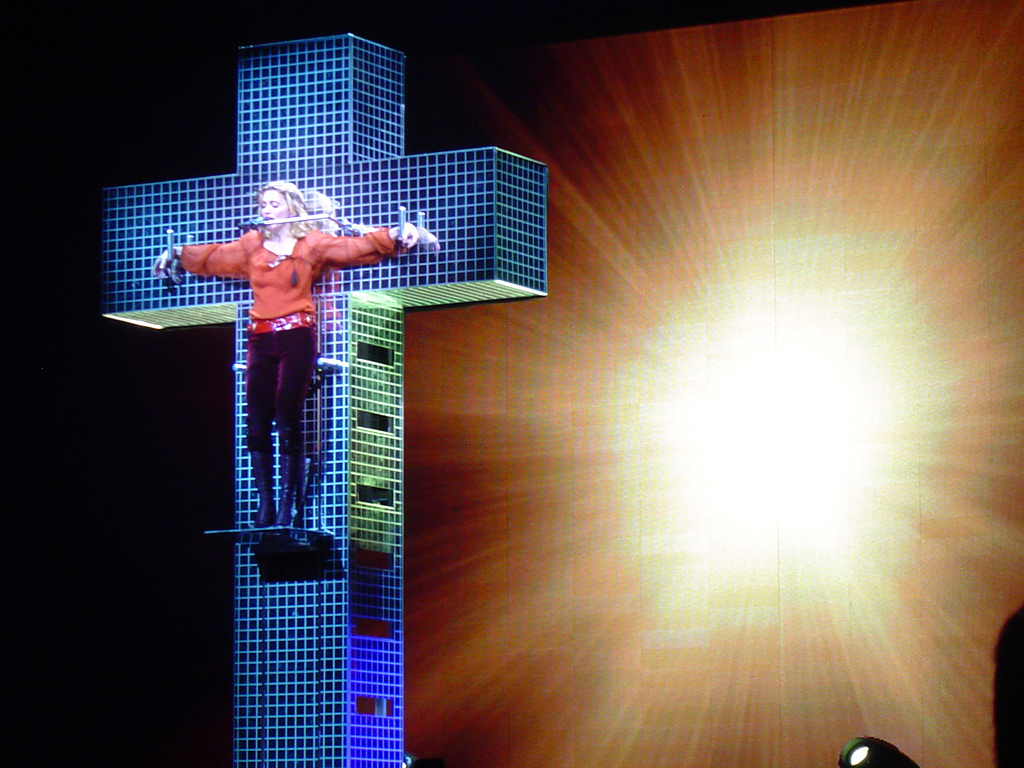
Madonna accrochée sur une croix, interprète Live to Tell dans le Confessions Tour.

La plupart des chansons de l'album sont interprétées par Madonna dans ses tournées mondiales et dans le récent MDNA Tour. La programmation du Who's That Girl Tour en 1987, inclut presque toutes les chansons de l'album sauf Jimmy Jimmy, qui reste la seule chanson que Madonna n'a jamais interprétée. Les prestations fusionnent des idées de sexe, de sensations, de religion ainsi que des thèmes sociaux et des projections de vidéos. Live to Tell est une chanson qui a toujours été interprétée dans le symbolisme religieux. La performance du Blond Ambition Tour en 1990, présente Madonna sur un banc de confession, avec des colonnes romaines et une plateforme remplie de cierges en fond. D'autres symboles sont présents dans le Confessions Tour. Madonna chante en étant accrochée à une croix et porte une couronne d'épines. Cette interprétation provoque d'importantes réactions de l'Église orthodoxe de Russie, de la Fédération des Communautés Juives de Russie et du Vatican, qui condamnent la prestation comme acte d'hostilité envers l'Église catholique romaine par les chefs religieux. Madonna se défend en disant :
« Ma prestation n'est ni anti-chrétienne, ni sacrilège ni blasphématoire. Plutôt, c'est mon encouragement au public pour s'entraider et de regarder le monde comme un ensemble unifié. J'estime dans mon cœur que si Jésus était vivant aujourd'hui, il aurait fait la même chose. »
Ses interprétations scéniques des chansons Papa Don't Preach et Open Your Heart suscitent aussi des réactions de la part des groupes religieux. Madonna dédie Papa Don't Preach au pape durant la performance du Who's That Girl Tour avec des images projetant les mots « Safe Sex ». Elle relance la chanson lors du Re-Invention Tour tout en portant un t-shirt avec les mots « Kabbalists do it Better » ou « British do it Better » ou « Irish do it Better », rappelant ce qui est utilisé dans le clip. Dans Open Your Heart, Madonna porte un soutien-gorge cônique infâme durant le Blond Ambition Tour.
Pour le Who's That Girl Tour, Madonna collabore avec le designer Marlene Stewart pour faire revivre l'image des chansons et leurs clips sur la scène. Des chansons comme White Heat évoquent une pensée de gangster. Loves Makes the World Go Round est interprétée la première fois au Live Aid en 1985. La chanson la plus interprétée de l'album est La Isla Bonita. Elle la performe dans la plupart de ses tournées mondiales dont le Who's That Girl Tour en 1987, le Girlie Show en 1993, le Drowned World Tour en 2001, le Confessions Tour en 2006 et le Sticky & Sweet Tour en 2008-2009. Elle la chante aussi au Live Earth en 2007 à Londres. Elle a été réalisée sous plusieurs versions remixées tout en gardant la nature espagnole de la composition. De temps en temps, Madonna est rejointe par des groupes folkloriques et punk gitans et effectue des remixes dance/tribal de la chanson. Lors du Sticky & Sweet Tour, Madonna ajoute des chansons folkloriques gitanes comme Doli, Doli et Lela Pala Tute.

## Postérité
La sortie de l'album en 1986 est parmi les plusieurs albums d'artistes féminines qui sont arrivés en tête du hit-parade Billboard, rejoignant Whitney Houston, Sade, Janet Jackson et Barbra Streisand. En plus de leurs volontés de chercher des collaborateurs extérieurs, contre des artistes masculins qui préfèrent l'autonomie, Karin Berg, directrice des artistes et répertoires d'East Coast de Warner Bros. Records commente : « Nous pouvons parler ici d'un nouveau genre de femmes qui dominent leurs carrières, des femmes - Streisand et Madonna, particulièrement - qui savent exactement ce qu'elles veulent et sont meilleures à affirmer que certaines femmes sont dans le passé ». True Blue influence aussi les labels musicaux à sortir plus de singles par album. Paul Grein de Billboard rapporte : « 10 ou 20 ans avant, vous auriez eu deux singles pour un album tout au plus. Maintenant, nous sommes dans une époque où Madonna en est à son cinquième pour l'album True Blue et Janet Jackson en est à son sixième pour le LP Control ». Le succès de True Blue fait entrer Madonna dans le Guinness Book of World Records de l'année 1988, et est ainsi nommée la meilleure chanteuse de l'année 1986. L'album obtient le record d'être numéro un dans 28 pays.

### Réaction dePapa Don't Preach
Le second single de l'album, Papa Don't Preach doit faire face à des critiques par des associations concernant la grossesse et l'avortement car les paroles racontent l'histoire d'une fille tombant enceinte et décidant de garder son bébé au lieu d'avorter. Alfred Moran, qui est le directeur exécutif du Planned Parenthood de New York City critique la chanson, craignant que cela ébranle les efforts pour promouvoir le contrôle des naissances parmi les adolescents et qu'elle voudrait encourager les jeunes à être enceintes,. Susan Carpenter-McMillan qui est la présidente de Feminists for Life (FFL) aux États-Unis, accepte le thème de la chanson comme mouvement pro-vie et dit que « l'avortement est facilement disponible dans chaque coin de rue pour les jeunes femmes. Maintenant, ce que Madonna leur dit c'est, hey, il y a une autre possibilité ». Dans une interview pour The New York Times, Madonna commente sur les évènements qui se passent autour de la chanson :
« Papa Don't Preach est un message pour que chacun prenne le bon chemin. Immédiatement, ils viennent dire que je conseille à toutes les jeunes filles à être enceintes. Quand j'ai entendu la chanson pour la première fois, j'ai pensé que c'était stupide. Ensuite, je me suis dit, attends une minute, cette chanson est sur une fille qui prend une décision importante dans sa vie. Elle a une relation très fermée avec son père et veut maintenir cette fermeture. Pour moi, c'est une célébration de la vie. Cela dit : « Je t'aime papa et j'aime ce garçon ainsi que cet enfant qui grandit en moi ». Bien sûr, qui sait comment cela se termine ? Mais pour le moment, cela commence positivement. »

### Clips vidéo
L'auteur Semonche, dans son livre Censoring sex, explique qu'avec des albums comme True Blue et le suivant Like a Prayer, Madonna pousse l'enveloppe de ce qui pourrait être montré à la télévision et qui résulte une augmentation de sa popularité. Elle essaie d'expérimenter différents formes et styles avec les clips et dans un processus construisant un nouvel ensemble d'images et d'identités. Elle emploie différentes stratégies esthétiques pour illustrer ses chansons, à la fois narratives et déconstruisant le sens actuel des chansons. Avec les clips des singles de True Blue, Madonna change son image boy-toy des vidéos précédentes, pour une jeune femme sérieuse et sophistiquée dans les prestations de ses concerts et ses films. Elle réduit son look pour le clip de Live to Tell, qui la montre avec des cheveux blonds et mi-longs avec ses habits comportant une robe florale de style 1930. Madonna adopte une métamorphose constante chaque clip et est évident avec la sortie du vidéoclip suivant de Papa Don't Preach. Elle apparaît avec des cheveux blonds et courts dans l'apparence d'une adolescente avec un personnage contre l'avortement quand elle tombe enceinte. Elle porte un t-shirt annonçant « Italians do it Better ».
Cependant, le clip d'Open Your Heart change le concept du stéréotype du regard masculin et du voyeurisme. Elle apparaît en strip-teaseuse qui s'échappe avec un jeune garçon par l'arrière-salle à la fin. L'écrivaine féministe Susan Bordo donne une critique négative du clip, disant que les hommes méprisables et pathétiques dans les cabines et la fuite de Madonna avec le garçon est « cyniquement et mécaniquement épinglé comme une manière de revendiquer son statut branché pour ce qui est juste un cheesecake - ou bien de la pornographie ». MTV a également des réserves avant la diffusion de la vidéo, qui est plus tard résolu par un meeting avec Warner Officials. Mais l'auteur Donn Welton attire l'attention sur le pouvoir usuel des relations entre le « regard et objet voyeuristes masculins » est déstabilisé par le portrait du patron du peep show comme méprisable et pathétique.
Le clip original pour le troisième single True Blue montre Madonna avec une nouvelle coupe de cheveux, auparavant courts dans Papa Don't Preach, ils sont maintenant blond platine et épais. Toutefois, Madonna et Sire Records décident d'opter pour un dispositif promotionnel aux États-Unis qui fairaient participer les téléspectateurs de MTV pour faire leur propre clip de la chanson. Le concours est plus connu sous le nom « Madonna's Make My Video Contest ». Des milliers de participants envoient leurs versions personnelles de la vidéo. L'auteur Lisa A. Lewis dit que cet évènement emphase le rôle de Madonna comme fournisseuse des sentiments de multiples publics. Le look hispanique de Madonna dans le vidéoclip de La Isla Bonita devient populaire et apparaît dans les tendances de l'époque sous forme de boléros et d'accessoires comme les chapelets et les croix également dans la vidéo. En reconnaissance de l'impact de ses vidéoclips dans la musique populaire, Madonna gagne le prix du MTV Video Vanguard Award en 1986, devenant la première artiste féminine ayant reçu cette récompense.

## Pistes (auteurs et producteurs)
| 1.    | Papa Don't Preach             | Brian Elliot, Madonna (paroles additionnelles) | Madonna, Stephen Bray    | 4:29 |
| 2.    | Open Your Heart               | Madonna, Gardner Cole, Peter Rafelson          | Madonna, Patrick Leonard | 4:13 |
| 3.    | White Heat                    | Madonna, Leonard                               | Madonna, Leonard         | 4:40 |
| 4.    | Live to Tell                  | Madonna, Leonard                               | Madonna, Leonard         | 5:52 |
| 5.    | Where's the Party             | Madonna, Bray, Leonard                         | Madonna, Leonard, Bray   | 4:21 |
| 6.    | True Blue                     | Madonna, Bray                                  | Madonna, Bray            | 4:18 |
| 7.    | La Isla Bonita                | Madonna, Leonard, Bruce Gaitsch                | Madonna, Leonard         | 4:02 |
| 8.    | Jimmy Jimmy                   | Madonna, Bray                                  | Madonna, Bray            | 3:55 |
| 9.    | Love Makes the World Go Round | Madonna, Leonard                               | Madonna, Leonard         | 4:35 |
| 40:25 |                               |                                                |                          |      |

Version remasterisée 2001 pistes bonus
| No  | Titre                         | Auteur           | Producteur      | Durée |
| --- | ----------------------------- | ---------------- | --------------- | ----- |
| 10. | True Blue (The Color Mix)     | Madonna, Bray    | Shep Pettibone  | 6:37  |
| 11. | La Isla Bonita (Extended Mix) | Leonard, Gaitsch | Chris Lord-Alge | 5:25  |

## Crédits album
| - Madonna - voix principale et chœurs - Dave Boroff - saxophone - Stephen Bray - batterie, clavier - Keithen Carter - chœurs - Paulinho Da Costa - percussions - Bruce Gaitsch - guitare, guitare électrique - Siedah Garrett - chœurs - Dann Huff - guitare - Jackie Jackson - chœurs - Paul Jackson Jr. - guitare - Edie Lehmann - chœurs - Patrick Leonard - batterie, clavier - Richard Marx - chœurs - Bill Meyers - cordes - Jonathan Moffett - percussions, batterie, chœurs - John Putnam - guitare acoustique - David Williams - guitare, chœurs - Fred Zarr - clavier | - Producteurs : Stephen Bray, Patrick Leonard et Madonna - Ingénieurs : Michael Hutchinson et Michael Verdick - Mixage : Dan Nebenzal et Michael Verdick - Assistant mixage : Dan Nebenzal - Programmation de la batterie : Stephen Bray et Patrick Leonard - Arrangements des cordes : Bill Meyers - Direction artistique : Jeffrey Kent Ayeroff et Jeri McManus - Design : Jeri McManus - Photographie : Herb Ritts |

Source

## Classements, certifications et successions à la première place
| Pays                     | Classement |
| ------------------------ | ---------- |
| Australie                | 1          |
| Autriche                 | 2          |
| Allemagne                | 1          |
| Canada                   | 1          |
| Danemark                 | 29         |
| Espagne                  | 1          |
| Union européenne         | 1          |
| France                   | 1          |
| Italie                   | 1          |
| Japon                    | 2          |
| Norvège                  | 2          |
| Nouvelle-Zélande         | 1          |
| Pays-Bas                 | 1          |
| Royaume-Uni              | 1          |
| Suède                    | 2          |
| Suisse                   | 1          |
| États-Unis Billboard 200 | 1          |

| Pays             | Certification |
| ---------------- | ------------- |
| Allemagne        | 2 × Platine   |
| Argentine        | 4 × Platine   |
| Australie        | 4 × Platine   |
| Brésil           | Or            |
| Canada           | Diamant       |
| Espagne          | 3 × Platine   |
| États-Unis       | 7 × Platine   |
| Finlande         | Platine       |
| France           | Diamant       |
| Hong Kong        | Platine       |
| Nouvelle-Zélande | 5 × Platine   |
| Pays-Bas         | 7 × Platine   |
| Royaume-Uni      | 7 × Platine   |

### Classements des singles
| 1986                             | Live to Tell      | 1 | 3 | 12 | 7  | 6  | 1 | 6  | 1  | 2 | 4  | - RU Argent          |
| 1986                             | Papa Don't Preach | 1 | — | 2  | 1  | 4  | 1 | 3  | 1  | 1 | 2  | - RU Or - ÉU Platine |
| 1986                             | True Blue         | 3 | 6 | 6  | 5  | 9  | 1 | 6  | 4  | 1 | 6  | - RU Argent - ÉU Or  |
| 1986                             | Open Your Heart   | 1 | 1 | 17 | 16 | 18 | 8 | 24 | 6  | 4 | 11 | - RU Argent          |
| 1987                             | La Isla Bonita    | 4 | 1 | 1  | 6  | 1  | 1 | 1  | 18 | 1 | 1  | - RU Argent          |
| "—" Aucune entrée/certification. |                   |   |   |    |    |    |   |    |    |   |    |                      |

## Compléments